# Agrotera amathealis
Agrotera amathealis är en fjärilsart som beskrevs av Walker 1859. Agrotera amathealis ingår i släktet Agrotera och familjen Crambidae. Inga underarter finns listade i Catalogue of Life.